# Гідророзчленування вугільних пластів
Гідророзчленува́ння вугі́льних пласті́в — спосіб завчасної дегазації шахтних полів, що полягає в нагнітанні в пласт рідини через свердловини, пробурені з поверхні.